# Joe Boyer
Pour les articles homonymes, voir Boyer.
Joe Boyer (Jr.), né le 12 mai 1890 à Détroit (Michigan) et décédé le 2 septembre 1924 à Tyrone (Pennsylvanie), était un pilote automobile américain, devenu avec Lora Corum (en) premiers co-vainqueurs des 500 miles d'Indianapolis, avant Floyd Davis (en) et Mauri Rose en 1941 (en 1911, 1912 et 1923, les vainqueurs avaient déjà eu recours à des pilotes d'appoint, mais ceux-ci leur avaient toujours cédé le volant avant l'arrivée).

## Biographie

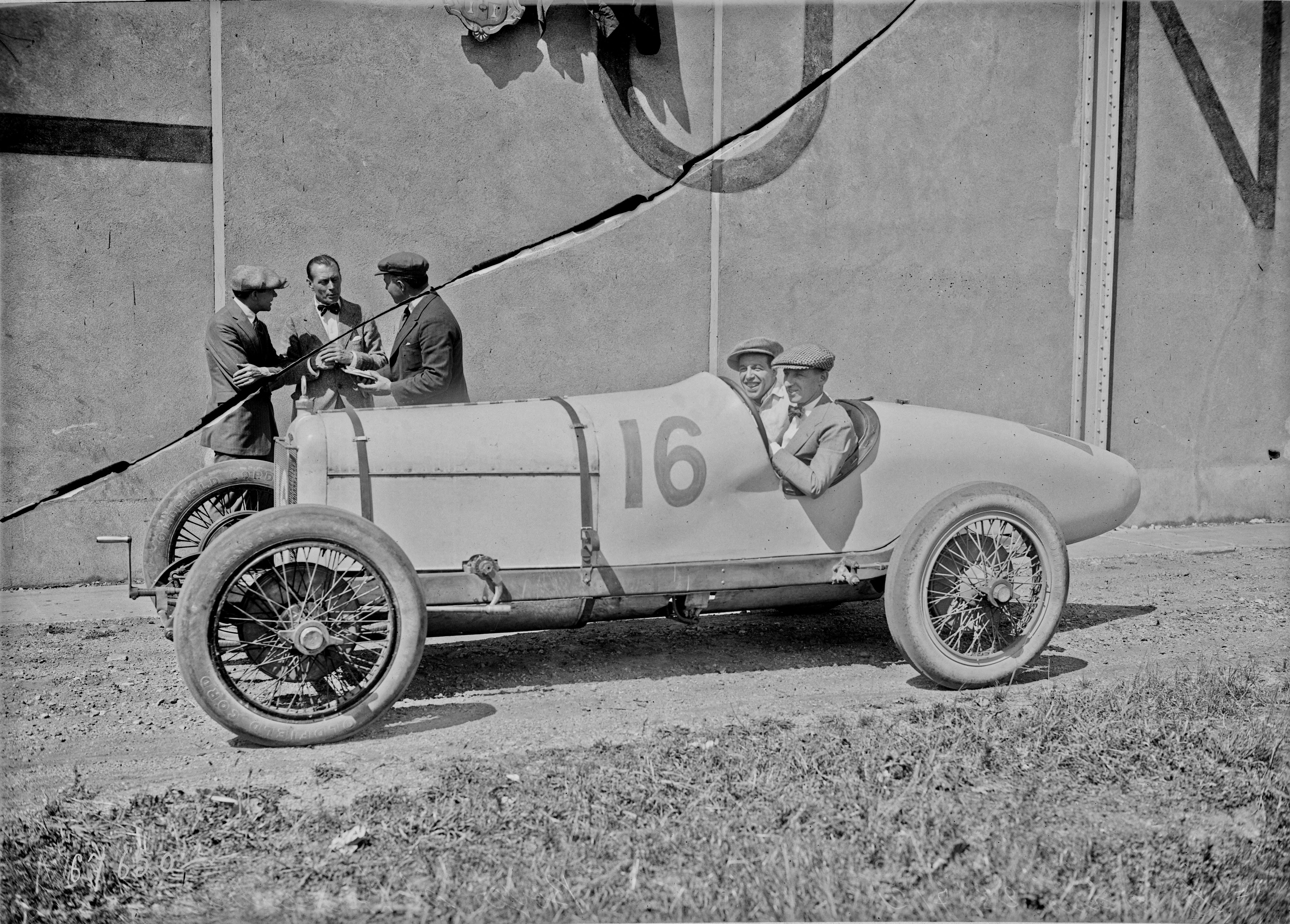
Joe Boyer au Grand Prix de France en 1921.

Sa carrière en compétition automobile à l'American Championship car racing de l'AAA s'étala entre 1917 à 1924.
Lors de l'Indy 1924, il se qualifia avec le quatrième temps, pris le départ puis fut relayé au 109e tour par sa doublure qui dut abandonner au 176e après un accident. Au 111e, Boyer devint à son tour le pilote relais de Corum, qui avait démarré en 21e position sur 22 partants. Il prit alors la tête 24 tours avant l'arrivée, pour ne plus la lâcher.
Il décéda d'un accident sur l'Altoona Speedway,.

## Résultats à l'Indy 500
- Victoire à l'édition 1924 (en tête durant les 88 derniers tours sur Duesenberg, directement engagée par le constructeur) ;
- ligne de front en 1920 et 1921 ;
- 5 participations entre 1919 et 1924 (6 courses comptabilisées).

## Résultats en championnat AAA
- 28 départs entre 1917 (saison sur Frontenac, jusqu'en 1920) et 1924.
- 3 victoires, dont 2 hors championnat, et 1 pole (également hors) :
  - 1919 : Uniontown race 7-2 et Cincinnati (pas de championnat officiel cette année-là).